# 6142 Tantawi
6142 Tantawi eller 1993 FP är en asteroid i huvudbältet som upptäcktes den 23 mars 1993 av det nyzeeländska astronomparet Pamela M. Kilmartin och Alan C. Gilmore vid Mount John University Observatory. Den är uppkallad efter astronomen Muhammad Tantawi.
Asteroiden har en diameter på ungefär 9 kilometer.